# Kommunalstämma
Kommunalstämma var mellan åren 1863–1954 det högsta beslutande organet i mindre landskommuner och köpingar i Sverige med ett invånarantal under 1 500. Det bestod av samtliga röstberättigade i kommunen. Till följd av kommunreformen 1952 försvann många av de minsta kommunerna och i 1953 års kommunallag som trädde i kraft år 1955 utgick kommunalstämma helt och ersattes av kommunalfullmäktige.
Motsvarigheten i små städer var allmän rådstuga.